# Next friend
Ein next friend (auch proximus amicus) bezeichnete in verschiedenen angelsächsischen Rechtssystemen eine Person, die Aktivprozesse für eine nicht selbst prozessfähige Person führt, beispielsweise Prima facie ein Elternteil. Sie wurde vom Gericht für die Dauer des Prozesses ernannt. Diese Rolle wird heute weitestgehend durch Vormundschaft (guardian ad litem) eingenommen.

## Anwendungen des Next-Friend-Prinzips
- Vor der Einführung des Military Commissions Act klagten Bürgerrechtler in Namen von Häftlingen, die in der Guantanamo Bay Naval Base inhaftiert waren.
- Die Tierrechtsorganisation People for the Ethical Treatment of Animals bezeichnete sich als next friend eines Schopfaffen im Urheberrechtsstreit um Selfies, welche der Affe mit der Fotoausrüstung eines menschlichen Fotografen geschossen hatte.